# Cyclopia galioides
Cyclopia galioides är en ärtväxtart som först beskrevs av Peter Jonas Bergius, och fick sitt nu gällande namn av Dc.. Cyclopia galioides ingår i släktet Cyclopia, och familjen ärtväxter. Inga underarter finns listade i Catalogue of Life.

## Bildgalleri